# Ensayo de vacuna

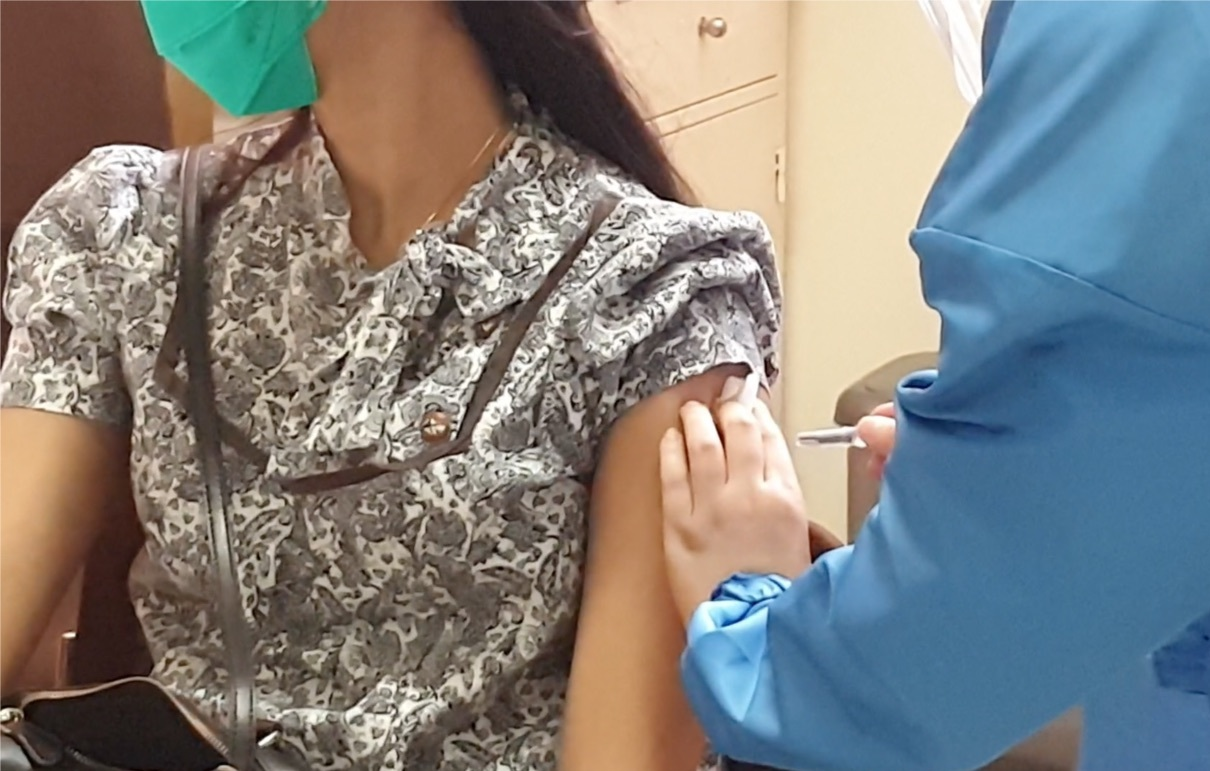
Fotografía de Voluntarios que participan en el ensayo de fase 3 de la vacuna contra la COVID-19 de Sinovac en la Universidad de Padjadjaran, Bandung, Java Occidental, Indonesia.

Un ensayo de vacuna es un ensayo clínico que pretende establecer la seguridad y eficacia de una vacuna antes de que se autorice su uso.

## Metodología
Un fármaco candidato a vacuna se identifica primeramente mediante evaluaciones preclínicas que podrían incluir un cribado de alto rendimiento y la selección del antígeno apropiado para generar una respuesta inmunitaria.Los estadios preclínicos también son necesarios para determinar los rangos de dosis aproximados y las formulaciones farmacológicas adecuadas (p. ej., comprimidos, inyecciones, etc.).Esta también es la etapa en la que el candidato a fármaco puede ser testado por primera vez en animales de laboratorio antes de pasar a los ensayos en fase I. Las vacunas, como la vacuna oral antipoliomielítica, se han probado en primer lugar en monos así como en primates no humanos para comprobar los efectos adversos y la inmunogenicidad. Los recientes avances científicos han contribuido a la utilización de animales transgénicos como parte del protocolo preclínico de vacunación con el fin de determinar con mayor precisión las reacciones medicamentosas en humanos. La comprensión sobre la seguridad de la vacuna y la respuesta inmunológica al fármaco, como la toxicidad, son elementos necesarios en el estadio preclínico. Otros ensayos farmacológicos se centran en la farmacodinamia y la farmacocinética; sin embargo, en los estudios de vacunas es esencial comprender los efectos tóxicos en todos los niveles posibles de dosificación y las interacciones con el sistema inmunitario.

### Ensayos en fase I
La siguiente etapa de los ensayos de vacunas es el estudio en fase I, que consiste en administrar el fármaco a sujetos humanos.
Un ensayo de vacunas puede implicar la formación de dos grupos en la población de estudio. Por ejemplo, partiendo de un conjunto de sujetos de ensayo, cada sujeto puede asignarse aleatoriamente bien para recibir una nueva vacuna o bien un tratamiento de control; el tratamiento de control puede ser un placebo, o un cóctel que contenga un adyuvante, o una vacuna reconocida (que podría estar destinada a proteger contra otro patógeno).
Después de la administración de la vacuna o del placebo, los investigadores recopilan datos sobre la producción de anticuerpos sobre los efectos sobre la salud (tales como la enfermedad producida por la infección estudiada o por otra infección). Estos datos se resumen en una estadística que se utiliza para calcular la eficacia protectora de la vacuna. A continuación, y siguiendo el protocolo de ensayo, se realiza la prueba estadística específica para evaluar las diferencias observadas estadísticamente significantes de los resultados entre los grupos de tratamiento y de control.También se constatan los efectos secundarios de la vacuna, los cuales también pueden contribuir a la decisión de autorizarla o no.Una versión típica de los estudios en fase I de vacunas implica un estudio de escalación, el cual se emplea principalmente en ensayos de investigación de medicamentos. El fármaco se administra a una pequeña cohorte de voluntarios sanos. Los estudios de escalación de vacunas pretenden minimizar las probabilidades de efectos o acontecimientos adversos graves (AAG) mediante un aumento lento de la dosis o de la frecuencia de administración del fármaco. El primer nivel de un estudio de escalación suele tener dos o tres grupos de alrededor de 10 voluntarios sanos. 
Cada subgrupo recibe la misma dosis de vacuna, que es la dosis mínima necesaria estimada para causar una respuesta inmunitaria (el objetivo principal de una vacuna, es decir, generar inmunidad). Se pueden añadir nuevos subgrupos al experimento con un régimen de dosis diferente, siempre y cuando el subgrupo anterior no experimentara AAG. 
Existen variaciones en el orden de vacunación que pueden utilizarse para estudios diferentes. Por ejemplo, el primer subgrupo podría finalizar la pauta completa antes de que el segundo subgrupo comenzara, o el segundo podría comenzar antes de que el primero finalizara, siempre que no se detectaran AAG. El programa de vacunación variará dependiendo de la naturaleza del fármaco (es decir, la necesidad de una dosis de refuerzo o de varias dosis durante un período corto de tiempo). Los estudios de escalación son ideales para minimizar los riesgos de AAG que podrían darse con protocolos menos controlados y divididos.

### Ensayos en fase II
La transición a la fase II depende de los resultados inmunogénicos y de toxicidad de la fase I y de la pequeña cohorte de voluntarios sanos. La fase II se compondrá de más voluntarios sanos de la población objetivo de la vacuna (cientos de individuos) para determinar las reacciones en un conjunto de personas más diverso y probar diferentes programas.

### Ensayos en fase III
Del mismo modo, los ensayos en fase III siguen monitorizando la toxicidad, la inmunogenicidad y los AAG a una escala mucho mayor. Se debe demostrar que la vacuna es segura y eficaz bajo las condiciones naturales de la enfermedad antes de presentarse para su aprobación y su posterior producción general. En Estados Unidos, la Food and Drug Administration o FDA (Administración de Alimentos y Medicamentos) es responsable de la aprobación de las vacunas.

### Ensayos en fase IV
Los ensayos en fase IV suelen ser etapas de monitorización que recogen información continuamente sobre el uso de vacunas, los efectos adversos y la inmunidad a largo plazo.

## Cuestiones y problemas metodológicos
Los ensayos de vacunas pueden tardar meses o años en completarse ya que debe transcurrir un periodo de tiempo suficiente para que los sujetos reaccionen a la vacuna y desarrollen los anticuerpos necesarios.

## Errores de regulación de los ensayos clínicos devacunas
La poliomielitis, una enfermedad viral, tiene el potencial de dañar el sistema nervioso central y producir parálisis infantil. Jonas Salk desarrolló una vacuna atenuada para combatir la creciente prevalencia de la enfermedad en todo el mundo. En 1955, los resultados del ensayo preliminar de la vacuna de Salk fueron anunciados al público general y en las 2 horas siguientes se autorizó su uso. Debido a la ausencia de regulaciones sobre los fabricantes farmacéuticos, la vacuna no siempre era tan pura como debía ni se realizó de manera correcta para prevenir los efectos adversos asociados a la inoculación de un virus atenuado en una persona sana. El famoso incidente Cutter resultó en que muchos receptores del virus defectuoso de la polio producido por la empresa Cutter contrajeran una cepa virulenta de poliomielitis que causaba parálisis. Los ensayos y la fabricación de vacunas deben manejarse con extrema precaución para evitar infectar a los receptores o causarles reacciones adversas.Desde el incidente Cutter, el público no ha recuperado el mismo nivel de confianza en la ciencia y en las vacunas, lo que pone en riesgo la salud pública de todos.